# Blondin (engin de chantier)
Pour les articles homonymes, voir Blondin.

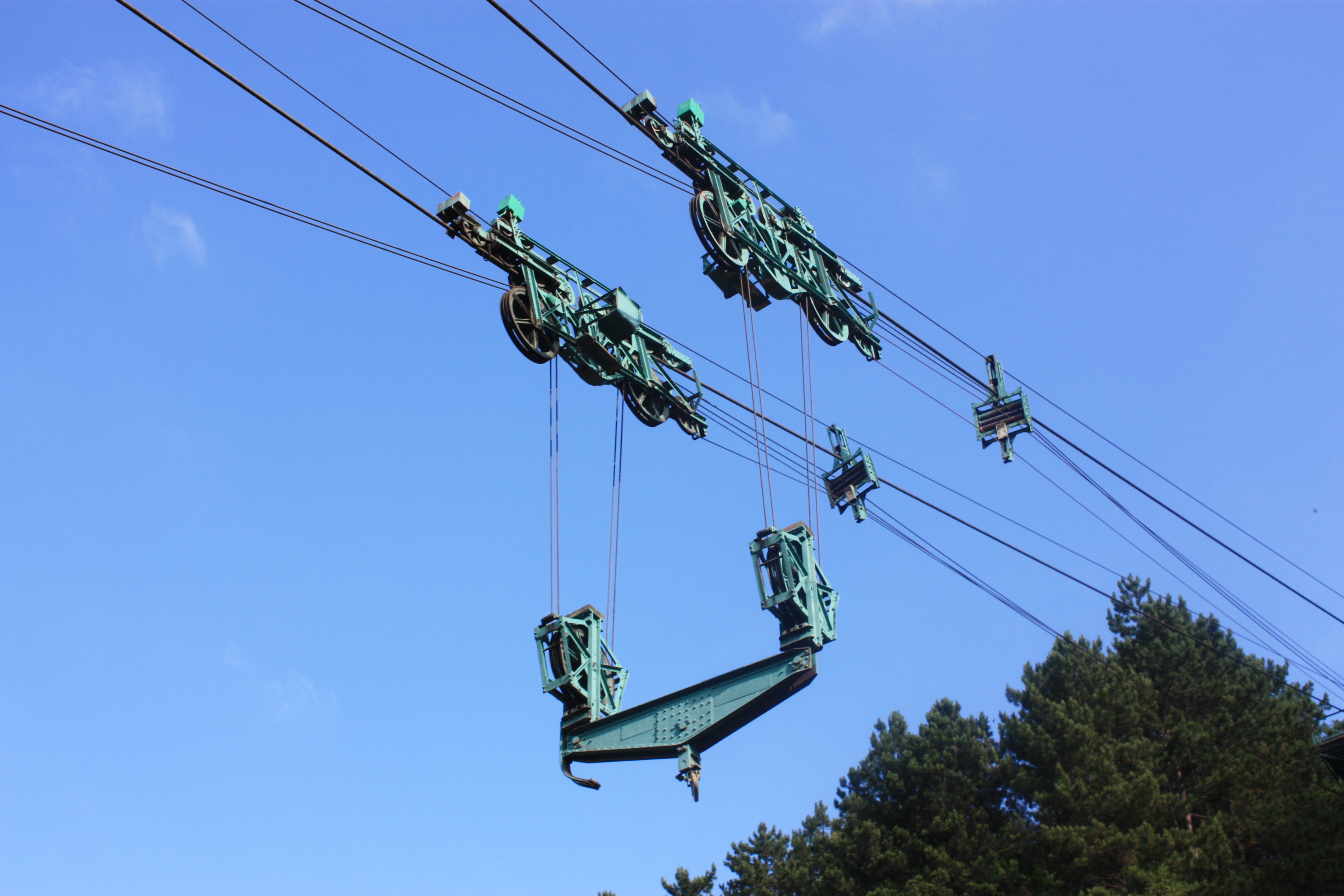
Un blondin au barrage du Sautet.

Un blondin est un téléphérique muni d'un système de levage commandé depuis une des gares. L'expression "grue à câble" a été conservée dans d'autres langues. Ce terme, utilisé aussi en anglais, fait référence au funambule Charles Blondin. 
Il comporte :
- deux mâts de suspension
- un ou plusieurs câbles porteurs ;
- un ou plusieurs câbles tracteurs ;
- un câble de levage ;
- un chariot muni d'un palan ;
- un groupe de commande du câble tracteur situé dans une gare ;
- un treuil de levage situé dans une gare.

Les blondins sont utilisés pour la construction d'ouvrages linéaires (barrages, conduites forcées). Ils ont également été utilisés dans certaines configurations de carrières à ciel ouvert.

Les exploitations d'ardoise de la vallée de Nantlle, au Pays de Galles, ont recouru à de nombreux blondins : jusqu'à six pour la seule carrière Dorothea.
Les ancrages des blondins employés pour la construction des barrages peuvent être mobiles et se déplacer sur une voie suivant un arc de cercle centré sur l'ancrage opposé.